# Yūki Kawauchi
Yūki Kawauchi (川内優輝?, Kawauchi Yūki; Tokyo, 5 marzo 1987) è un maratoneta e ultramaratoneta giapponese.

## Biografia
Ha partecipato a quattro diverse edizioni dei Mondiali di atletica, sempre nella maratona (nel 2011, 2013, 2017 e 2019) e ad un'edizione dei Giochi asiatici, nel 2014, nei quali ha vinto una medaglia di bronzo in maratona.
Ha inoltre partecipato ai Mondiali di mezza maratona nel 2012, piazzandosi in ventunesima posizione. Ha vinto 9 ultramaratone conquistando per 8 volte la 50 km di Okinoshima.

## Palmarès
| Anno | Manifestazione             | Sede    | Evento      | Risultato | Prestazione | Note |
| ---- | -------------------------- | ------- | ----------- | --------- | ----------- | ---- |
| 2011 | Mondiali                   | Taegu   | Maratona    | 17º       | 2h16'11"    |      |
| 2012 | Mondiali di mezza maratona | Kavarna | Individuale | 21º       | 1h04'04"    |      |
| 2012 | Mondiali di mezza maratona | Kavarna | A squadre   | 9º        | 3h14'33"    |      |
| 2013 | Mondiali                   | Mosca   | Maratona    | 18º       | 2h15'35"    |      |
| 2014 | Giochi asiatici            | Incheon | Maratona    | Bronzo    | 2h12'42"    |      |
| 2017 | Mondiali                   | Londra  | Maratona    | 9º        | 2h12'19"    |      |
| 2019 | Mondiali                   | Doha    | Maratona    | 29º       | 2h17'59"    |      |

## Campionati nazionali
2007
- 20º ai campionati giapponesi universitari, 10000 m piani - 30'17"61

## Altre competizioni internazionali
2006
- 37º alla Hakone Ekiden Yosenkai ( Tachikawa), 20 km - 1h01'15"

2007
- 10º alla Tokyo Ohme Hochi Road Race ( Tokyo), 30 km - 1h36'26"
- 63º alla Mezza maratona di Tachikawa ( Tachikawa) - 1h05'39"

2008
- Bronzo alla Mezza maratona di Ageo ( Ageo) - 1h03'22"
- 6º alla Mezza maratona di Tachikawa ( Tachikawa) - 1h03'38"
- 38º alla Hakone Ekiden Yosenkai ( Tachikawa), 20 km - 1h01'20"

2009
- 19º alla Maratona di Tokyo ( Tokyo) - 2h18'18"
- 13º alla Maratona di Fukuoka ( Fukuoka) - 2h17'33"
- 20º alla Maratona Beppu-Ōita ( Ōita) - 2h19'26"
- 15º alla Mezza maratona di Tachikawa ( Tachikawa) - 1h03'13"
- 14º alla Mezza maratona di Ageo ( Ageo) - 1h04'45"

2010
- 4º alla Maratona di Tokyo ( Tokyo) - 2h12'36"
- 10º alla Maratona di Fukuoka ( Fukuoka) - 2h17'54"
- 28º alla Mezza maratona di Marugame ( Marugame) - 1h03'28"
- 13º alla Mezza maratona di Ageo ( Ageo) - 1h03'48"
- 14º alla Mezza maratona di Sendai ( Sendai) - 1h05'08"
- Oro alla Mezza maratona di Kita-ku ( Kita-ku) - 1h06'49"
- Oro alla Kasumigaura ( Tsuchiura), 10 miglia - 48'19"

2011
- Bronzo alla Maratona di Tokyo ( Tokyo) - 2h08'37"
- Bronzo alla Maratona di Fukuoka ( Fukuoka) - 2h09'57"
- Argento alla Maratona di Hōfu ( Hōfu) - 2h12'33"
- 4º alla Maratona di Osaka ( Osaka) - 2h14'31"
- Oro alla Kushiro Shitsugen ( Kushiro), 30 km - 1h33'55"
- 9º alla Mezza maratona di Marugame ( Marugame) - 1h02'40"
- 18º alla Mezza maratona di Ageo ( Ageo) - 1h04'13"
- 4º alla Mezza maratona di Shibetsu ( Shibetsu) - 1h06'24"
- 63º alla Mezza maratona di Sapporo ( Sapporo) - 1h07'12"

2012
- Oro alla 50 km di Okinoshima ( Okinoshima), 50 km - 2h51'45"
- 14º alla Maratona di Tokyo ( Tokyo) - 2h12'51"
- 6º alla Maratona di Fukuoka ( Fukuoka) - 2h10'29"
- 8º alla Maratona di Düsseldorf ( Düsseldorf) - 2h12'58"
- Oro alla Maratona di Hōfu ( Hōfu) - 2h10'46"
- Oro alla Maratona di Sydney ( Sydney) - 2h11'52"
- 4º alla Gold Coast Marathon ( Gold Coast) - 2h13'26"
- Oro alla Maratona di Kisarazu ( Kisarazu) - 2h17'48"
- Oro alla Maratona di Sapporo ( Sapporo) - 2h18'38"
- Oro alla Maratona di Tsuchiura ( Tsuchiura) - 2h22'38"
- Oro alla 30 km di Ōshū ( Ōshū), 30 km - 1h33'12"
- Oro alla Kushiro Shitsugen ( Kushiro), 30 km - 1h35'02"
- 27º alla Mezza maratona di Marugame ( Marugame) - 1h02'18"
- Bronzo alla Mezza maratona di Ageo ( Ageo) - 1h03'02"
- Argento alla Mezza maratona di Yaizu ( Yaizu) - 1h03'48"
- 12º alla Mezza maratona di Gifu ( Gifu) - 1h04'13"
- Oro alla Mezza maratona di Saitama ( Saitama) - 1h04'29"
- 4º alla Mezza maratona di Sendai ( Sendai) - 1h04'39"
- Oro alla Mezza maratona di Shibetsu ( Shibetsu) - 1h05'00"
- Oro alla Mezza maratona di Higashine ( Higashine) - 1h05'34"
- Argento alla Mezza maratona di Kurobe ( Kurobe) - 1h05'38"
- Oro alla Mezza maratona di Ōta ( Ōta) - 1h05'55"
- Oro alla Mezza maratona di Oga ( Oga) - 1h06'15"
- Argento alla Mari Tanigawa Half Marathon ( Tokyo) - 1h06'19"
- Argento alla Satte Sakura ( Satte), 10 miglia - 48'07"
- 5º alla JBMA Jingu Gaien ( Tokyo) - 38'04"
- Oro alla Hasuda Road Race ( Hasuda), 3 km - 8'44"

2013
- Oro alla 50 km di Okinoshima ( Okinoshima), 50 km - 2h57'28"
- 11º alla Maratona di New York ( New York) - 2h12'29"
- Bronzo alla Maratona di Fukuoka ( Fukuoka) - 2h09'05"
- 4º alla Maratona di Seul ( Seul) - 2h08'14"
- Oro alla Maratona Beppu-Ōita ( Ōita) - 2h08'15"
- Argento alla Maratona di Hōfu ( Hōfu) - 2h09'15"
- Oro alla Gold Coast Marathon ( Gold Coast) - 2h10'01"
- Argento alla Maratona di Melbourne ( Melbourne) - 2h11'40"
- Oro alla Maratona di Luxor ( Luxor) - 2h12'24"
- Oro alla Maratona di Nagano ( Nagano) - 2h14'27"
- Oro alla Maratona di Chitose ( Chitose) - 2h18'29"
- Oro alla 30 km di Kumamoto ( Kumamoto), 30 km - 1h29'31"
- Oro alla Kushiro Shitsugen ( Kushiro), 30 km - 1h33'27"
- 20º alla Mezza maratona di Ageo ( Ageo) - 1h03'06"
- Argento alla Mezza maratona di Tamana ( Tamana) - 1h03'12"
- 10º alla Mezza maratona di Sendai ( Sendai) - 1h03'30"
- Oro alla Mezza maratona di Kurobe ( Kurobe) - 1h03'58"
- 8º alla Great North Run ( Newcastle upon Tyne) - 1h04'08"
- Oro alla Mezza maratona di Hirosaki ( Hirosaki) - 1h04'42"
- Oro alla Mezza maratona di Kawagoe ( Kawagoe) - 1h04'44"
- 4º alla Mezza maratona di Hakodate ( Hakodate) - 1h04'51"
- 14º alla Mezza maratona di Gifu ( Gifu) - 1h05'05"
- Oro alla Mari Tanigawa Half Marathon ( Tokyo) - 1h05'31"
- Oro alla Mezza maratona di Sapporo ( Sapporo) - 1h05'45"
- Oro alla Mezza maratona di Saitama ( Saitama) - 1h05'52"
- 22º alla Mezza maratona di Shibetsu ( Shibetsu) - 1h06'45"
- Oro alla Mezza maratona del lago Inawashiro ( Lago Inawashiro) - 1h07'53"
- Argento alla Takashimadaira Road Race ( Takashimadaira (Tokyo)), 20 km - 59'17"
- 13º alla San Silvestro Vallecana ( Madrid) - 29'54"

2014
- Oro alla 50 km di Okinoshima ( Okinoshima), 50 km - 2h47'27"
- 11º alla Maratona di New York ( New York) - 2h16'41"
- 4º alla Maratona del lago Biwa ( Ōtsu) - 2h10'14"
- 9º alla Maratona di Amburgo ( Amburgo) - 2h09'36"
- Oro alla Maratona di Hōfu ( Hōfu) - 2h09'46"
- Oro alla Maratona di Kumamoto ( Kumamoto) - 2h10'14"
- Bronzo alla Gold Coast Marathon ( Gold Coast) - 2h11'27"
- Oro alla Maratona di Perth ( Perth) - 2h12'25"
- Oro alla Maratona di Fukuchiyama ( Fukuchiyama) - 2h12'59"
- Oro alla Maratona di Saga ( Saga) - 2h13'02"
- Oro alla Maratona di Naha ( Naha) - 2h13'43"
- Oro alla Maratona di Tokushima ( Tokushima) - 2h15'25"
- Oro alla Maratona di Chitose ( Chitose) - 2h15'57"
- Oro alla Kushiro Shitsugen ( Kushiro), 30 km - 1h33'49"
- Oro alla 30 km di Nishiwaga ( Nishiwaga), 30 km - 1h34'01"
- 10º alla Mezza maratona di Ageo ( Ageo) - 1h02'55"
- 4º alla Mezza maratona di Sendai ( Sendai) - 1h03'23"
- Argento alla Mezza maratona di Kawagoe ( Kawagoe) - 1h03'39"
- Argento alla Mezza maratona di Kumagun ( Kumagun) - 1h03'40"
- 11º alla Mezza maratona di Gifu ( Gifu) - 1h03'48"
- Argento alla Mezza maratona di Nagoya ( Nagoya) - 1h04'17"
- Argento alla Mari Tanigawa Half Marathon ( Tokyo) - 1h04'17"
- 9º alla Mezza maratona di Yaizu ( Yaizu) - 1h04'19"
- Oro alla Mezza maratona di Kisarazu ( Kisarazu) - 1h04'22"
- Oro alla Mezza maratona di Kitami ( Kitami) - 1h04'33"
- Oro alla Mezza maratona di Saitama ( Saitama) - 1h04'49"
- Oro alla Mezza maratona di Ogōri ( Ogōri) - 1h05'21"
- 5º alla Mezza maratona di Incheon ( Incheon) - 1h06'04"
- Oro alla Mezza maratona di Oga ( Oga) - 1h06'21"
- Oro alla Tazawako ( Akita), 20 km - 1h01'43"
- 4º alla Karatsu Road Race ( Karatsu), 10 miglia - 47'28"
- 12º alla Cursa dels Nassos ( Barcellona) - 30'30"
- Oro alla Hasuda Road Race ( Hasuda), 3 km - 8'47"

2015
- Oro alla 50 km di Okinoshima ( Okinoshima), 50 km - 2h48'23"
- 6º alla Maratona di New York ( New York) - 2h13'29"
- Argento alla Maratona di Zurigo ( Zurigo) - 2h12'29"
- 8º alla Maratona di Fukuoka ( Fukuoka) - 2h12'48"
- Argento alla Maratona di Hōfu ( Hōfu) - 2h12'24"
- Oro alla Maratona di Kitakami ( Kitakami) - 2h13'21"
- 8º alla Gold Coast Marathon ( Gold Coast) - 2h16'23"
- 9º alla Maratona di Città del Capo ( Città del Capo) - 2h16'33"
- 16º alla Maratona di Seul ( Seul) - 2h16'33"
- Oro alla Maratona di Kōchi ( Kōchi) - 2h15'06"
- 8º alla Maratona di Nobeoka ( Nobeoka) - 2h15'16"
- Oro alla Maratona di Perth ( Perth) - 2h16'23"
- Oro alla Maratona di Kurobe ( Kurobe) - 2h17'58"
- Oro alla Maratona di Ibusuki ( Ibusuki) - 2h24'10"
- Oro alla Kushiro Shitsugen ( Kushiro), 30 km - 1h35'08"
- 5º alla Mezza maratona di Ageo ( Ageo) - 1h03'11"
- Oro alla Mezza maratona di Kumagaya ( Kumagaya) - 1h04'41"
- 9º alla Mezza maratona di Kumagun ( Kumagun) - 1h04'44"
- Oro alla Mezza maratona di Okushiri ( Okushiri) - 1h05'04"
- Oro alla Mezza maratona di Nerima ( Nerima) - 1h05'39"
- Oro alla Mezza maratona di Sado ( Sado) - 1h06'16"
- 24º alla Mezza maratona di Gifu ( Gifu) - 1h06'16"
- 24º alla Mezza maratona di Tamana ( Tamana) - 1h06'17"
- Oro alla Kasukabe Otako Half Marathon ( Saitama) - 1h07'03"
- Oro alla Mezza maratona di Nemuro ( Nemuro) - 1h07'08"
- 407º alla Mezza maratona di Tachikawa ( Tachikawa) - 1h07'19"
- Oro alla Mezza maratona di Ehime ( Ehime) - 1h07'23"
- Oro alla Mezza maratona di Saitama ( Saitama) - 1h07'47"
- 30º alla Mezza maratona di Sendai ( Sendai) - 1h08'36"
- Oro alla Mezza maratona di Sapporo ( Sapporo) - 1h09'23"
- Oro alla Mezza maratona di Nagano ( Nagano) - 1h10'39"
- Argento alla Takashimadaira Road Race ( Takashimadaira (Tokyo)), 20 km - 1h00'57"
- Oro alla Satte Sakura ( Satte), 10 miglia - 49'20"
- 21º alla Bitburger-Silvesterlauf ( Treviri), 8 km - 24'23"

2016
- Oro alla 50 km di Okinoshima ( Okinoshima), 50 km - 2h44'07"
- 13º alla Maratona di Berlino ( Berlino) - 2h11'03"
- Bronzo alla Maratona di Fukuoka ( Fukuoka) - 2h09'11"
- 7º alla Maratona del lago Biwa ( Ōtsu) - 2h11'53"
- Oro alla Maratona di Zurigo ( Zurigo) - 2h12'04"
- Argento alla Gold Coast Marathon ( Gold Coast) - 2h09'01"
- Bronzo alla Maratona di Hofu ( Hōfu) - 2h12'45"
- Argento alla Maratona di Nuova Taipei ( Nuova Taipei) - 2h14'12"
- Argento alla Maratona di Porto ( Porto) - 2h14'32"
- Oro alla Maratona di Ibusuki ( Ibusuki) - 2h15'14"
- Bronzo alla Tokyo Ohme Hochi Road Race ( Tokyo), 30 km - 1h32'40"
- Oro alla Kushiro Shitsugen ( Kushiro), 30 km - 1h34'55"
- Oro alla 30 km di Iwate ( Iwate), 30 km - 1h35'20"
- 11º alla Mezza maratona di Gifu ( Gifu) - 1h03'39"
- Oro alla Mezza maratona di Shizuoka ( Shizuoka) - 1h03'47"
- Argento alla Mezza maratona di Kumamoto ( Kumamoto) - 1h04'00"
- 5º alla Mezza maratona di Hakodate ( Hakodate) - 1h04'24"
- 5º alla Mezza maratona di Sendai ( Sendai) - 1h04'35"
- Oro alla Nerima Half Marathon ( Tokyo) - 1h05'32"
- Oro alla Mezza maratona di Nemuro ( Nemuro) - 1h05'34"
- 16º alla Mezza maratona di Shibetsu ( Shibetsu) - 1h06'10"
- Argento alla Mezza maratona di Chiba ( Chiba) - 1h06'26"
- Bronzo alla Mezza maratona di Saitama ( Saitama) - 1h06'42"
- Bronzo alla Mezza maratona di Kuki ( Kuki) - 1h06'42"
- Argento alla Takashimadaira Road Race ( Takashimadaira (Tokyo)), 20 km - 59'43"
- 13º alla 10 miglia di Karatsu ( Karatsu), 10 miglia - 48'09"

2017
- Oro alla 50 km di Okinoshima ( Okinoshima), 50 km - 2h47'35"
- 6º alla Maratona di Praga ( Praga) - 2h10'13"
- 9º alla Maratona di Fukuoka ( Fukuoka) - 2h10'53"
- 6º alla Maratona di Stoccolma ( Stoccolma) - 2h14'04"
- Bronzo alla Gold Coast Marathon ( Gold Coast) - 2h09'18"
- Oro alla Maratona di Matsuyama ( Matsuyama) - 2h09'54"
- Oro alla Maratona di Hofu ( Hōfu) - 2h10'03"
- 6º alla Maratona di Taegu ( Taegu) - 2h13'04"
- Oro alla Maratona di Betsukai ( Betsukai) - 2h13'43"
- 6º alla Maratona di Cannes ( Cannes) - 2h15'02"
- Oro alla Maratona di Saitama ( Saitama) - 2h15'54"
- Oro alla Maratona di Oslo ( Oslo) - 2h15'57"
- Bronzo alla Mezza maratona di Tamana ( Tamana) - 1h03'19"
- 11º alla Mezza maratona di Sendai ( Sendai) - 1h03'29"
- 17º alla Mezza maratona di Ageo ( Ageo) - 1h03'35"
- 15º alla Mezza maratona di Gifu ( Gifu) - 1h04'06"
- 6º alla Mezza maratona di Kumamoto ( Kumamoto) - 1h04'17"
- Oro alla Mezza maratona di Tanegashima ( Tanegashima) - 1h04'43"
- Argento alla Mezza maratona di Sōja ( Sōja) - 1h04'52"
- Oro alla Mezza maratona di Kamisato ( Kamisato) - 1h05'33"
- Oro alla Mezza maratona di Nagasaki ( Nagasaki) - 1h06'35"
- Argento alla Takashimadaira Road Race ( Takashimadaira (Tokyo)), 20 km - 59'32"

2018
- Oro alla 50 km di Okinoshima ( Okinoshima), 50 km - 2h49'51"
- Oro alla Yatsugatake Nobeyama Highland Ultramarathon ( Nagano), 71 km - 4h41'55"
- Oro alla Maratona di Boston ( Boston) - 2h15'58"
- 19º alla Maratona di Chicago ( Chicago) - 2h16'26"
- 10º alla Maratona di Fukuoka ( Fukuoka) - 2h12'03"
- 4º alla Maratona di Stoccolma ( Stoccolma) - 2h22'57"
- 7º alla Maratona di Venezia ( Venezia) - 2h27'53"
- Oro alla Maratona di Hofu ( Hōfu) - 2h11'29"
- Oro alla Maratona di Kitakyūshū ( Kitakyūshū) - 2h11'46"
- Oro alla Maratona di Taipei ( Taipei) - 2h14'11"
- 9º alla Gold Coast Marathon ( Gold Coast) - 2h14'51"
- Oro alla Maratona di Marshfield ( Marshfield) - 2h18'59"
- 14º alla Mezza maratona di Ageo ( Ageo) - 1h02'49"
- 7º alla Mezza maratona di Kumamoto ( Kumamoto) - 1h03'28"
- 7º alla Mezza maratona di Sendai ( Sendai) - 1h03'41"
- Oro alla Mezza maratona di Fukaya ( Fukaya) - 1h04'26"
- 14º alla Mezza maratona di Gifu ( Gifu) - 1h04'35"
- 12º alla Mezza maratona di Tamana ( Tamana) - 1h04'49"

2019
- Oro alla 50 km di Okinoshima ( Okinoshima), 50 km - 2h49'51"
- 17º alla Maratona di Boston ( Boston) - 2h15'29"
- 8º alla Maratona del lago Biwa ( Ōtsu) - 2h09'21"
- 12º alla Maratona di Fukuoka ( Fukuoka) - 2h12'50"
- Oro alla Maratona di Shizuoka  Shizuoka) - 2h13'41"
- 7º alla Maratona di Hofu ( Hōfu) - 2h14'17"
- Oro alla Maratona di Vancouver ( Vancouver) - 2h15'01"
- 13º alla Gold Coast Marathon ( Gold Coast) - 2h15'32"
- 10º alla 30 km di Kumamoto ( Kumamoto), 30 km - 1h32'50"
- 11º alla Mezza maratona di Tamana ( Tamana) - 1h03'46"
- 22º alla Mezza maratona di Gifu ( Gifu) - 1h04'20"
- 14º alla Mezza maratona di Sendai ( Sendai) - 1h04'27"

2020
- 19º alla Maratona di Fukuoka ( Fukuoka) - 2h13'59"
- 23º alla Maratona di Marrakech ( Marrakech) - 2h17'26"
- 8º alla Tokyo Ohme Hochi Road Race ( Tokyo), 30 km - 1h33'31"
- 105º alla Mezza maratona di Marugame ( Marugame) - 1h05'16"

2021
- 12º alla Maratona di Fukuoka ( Fukuoka) - 2h11'33"
- 14º alla Mezza maratona di Niigata ( Niigata) - 1h05'37"

2022
- 20º alla Maratona di Boston ( Boston) - 2h12'55"